# ال لولار
ال لولار (به اسپانیایی: Lloá) یک منطقهٔ مسکونی در اسپانیا است که در پرورات واقع شده‌است. ال لولار ۶٫۶ کیلومتر مربع مساحت دارد.